# Heinrich Krug (Wasserballspieler)
Heinrich Krug (* 22. September 1911 in Berlin; † unbekannt) war ein deutscher Wasserballspieler.

## Biografie
Heinrich Krug, der auf Vereinsebene für den SV Weißensee 96 aktiv war, gewann mit der deutschen Nationalmannschaft bei den Olympischen Spielen 1936 in Berlin die Silbermedaille. Er kam bei einem Spiel zum Einsatz.